# Arctosa rubicunda
Arctosa rubicunda es una especie de araña araneomorfa del género Arctosa, familia Lycosidae. Fue descrita científicamente por Keyserling en 1877.
Habita en los Estados Unidos y Canadá.